# Eulocastra ecphaea
Eulocastra ecphaea là một loài bướm đêm trong họ Noctuidae.